# Tizenkét hónap (film, 1980)
A Tizenkét hónap (世界名作童話 森は生きている; Szekai meiszaku dóva: Mori va ikiteiru; Hepburn: Sekai meisaku dōwa: Mori wa ikiteiru; oroszul: Двенадцать месяцев, Dvenadcat meszjacev) 1980-ban bemutatott japán–szovjet animációs játékfilm Jabuki Kimio és Imazava Tecuo rendezésében és a Toei Animation, illetve a szovjet Szojuzmultfilm gyártásában. Szamuil Jakovlevics Marsak azonos című tündérmeséjén alapul. A film zenéjét Vlagyimir Ivanovics Krivcov komponálta és a Leningrádi Nemzeti Filharmonikus Zenekar adta elő A. S. Dmitriev rendezésében. Tezuka Oszamu karakterdizájnerként vett rész a film készítésében. A Tizenkét hónap A világ legszebb tündérmeséi sorozat tagja. 
A filmet Magyarországon 1982. április 22-én mutatták be a mozik, forgalmazója a MOKÉP volt. Magyarországon kívül eljutott Franciaországba, Spanyolországba, Olaszországba, Németországba és Lengyelországba is.

## Cselekmény
Ánya, az árva kislány mostohaanyjával és mostohanővérével él együtt egy erdőszéli kunyhóban. Egy nap a mostoha kiküldi Ányát az erdőbe rőzsét gyűjteni. Itt találkozik egy kedves, idős katonával, aki éppen a királynőnek keres karácsonyfát. A katona segít Ányának a rőzse vágásában, míg ő mutat neki egy szép fenyőt. Ánya megtudja a katonától, hogy a királynő csak annyi idős mint ő és ugyanúgy árva. A királynő a palotában egy könyvben meglát egy hóvirágot és követeli, hogy hozzanak neki egy kosárral a másnapi ünnepségre. Mivel januárban nem nő hóvirág, ezért kihirdetik, hogy aki hoz egy kosár hóvirágot a királynőnek, az annyi aranyat kap, ahány virág van a kosarában. A gonosz mostoha kiküldi Ányát a hóviharban, hogy addig ne jöjjön vissza míg meg nem szedi hóvirággal a kosarát.
Ánya elindul a hóviharban, s tizenkét férfira bukkan, akik tűz körül ülnek. Azt hiszi róluk, hogy favágók, de hamar kiderül, hogy ők a tizenkét hónap. Mivel régóta ismerik Ányát, megengedik neki, hogy megmelegedjen a tűz mellett, közben elmondja, hogy hóvirágot kell szednie. A tizenkét hónap varázserejükkel rövid időre egy kis tavaszt varázsolnak, így Ánya megszedheti a kosarát. Áprilistól kap még meg varázsgyűrűt, amivel bármikor kérheti a segítségüket, viszont meg kell őriznie a titkukat.
Ánya hazaviszi a kosár hóvirágot, azonban másnap reggelre hóvirág és a gyűrű is eltűnik. A mostohák elvitték a királynőnek a virágokat, azonban ármányuk hamar lelepleződik és kénytelenek bevallani, hogy nem ők szedték a virágokat. A királynő követeli, hogy mutassák meg, honnan szedték a virágokat, különben fejüket véteti. Az utat csak Ánya tudja, akinek viszont meg kell őrizni a titkát. Mostohanővére azonban követi, és jelekkel látja el a fákat, hogy a mostohaanya és a királynő és kísérete is tudja az utat. Közben a mostohanővér rábukkan egy kerek tóra, amellyel korábban a királynőt is ámították. A királynő dühös, mivel sehol sem lát hóvirágokat, s faggatja Ányát, aki nem kívánja megszegni ígéretét. A gyűrű is előkerül a mostohanővértől, s a királynő a tóba hajítja dühében. Ekkor Ánya elmondja a varázsigét, amivel a tizenkét hónap segítségét hívja. A tizenkét hónap a királynővel és kíséretével megtanítja a természet rendjét, Ányát jutalomban részesítik, amiért megtartotta szavát, a mostohaanyát és lányát pedig büntetésként három évig kutyává változtatják, s Ányát kell védelmezniük ez idő alatt.

## Szereplők
| Szereplő       | Eredeti hang                              | Magyar hang            |
| -------------- | ----------------------------------------- | ---------------------- |
| Ánya           | Ótake Sinobu (japán) Corinne Orr (angol)  | Csellár Réka           |
| Királynő       | Kanzaki Ai                                | Bihari Ágnes           |
| Mostohaanya    | Szugijama Tokuko                          | Győri Ilona            |
| Mostohanővér   | Mukai Mariko                              | Andresz Kati           |
| Idős katona    | Jamanoucsi Maszato                        | Bács Ferenc            |
| Professzor     | Nagai Icsiró                              | Kenderesi Tibor        |
| Április        | Mori Kacudzsi                             | Vass Péter             |
| Január         | Kobajasi Kijosi                           | Benkő Gyula            |
| Kancellár      | Amenomori Maszasi                         | Gruber Hugó            |
| Ganda kapitány | Rjú Daiszuke (japán) Earl Hammond (angol) | Kránitz Lajos          |
| Fiatal katona  | Jakuso Kódzsi                             | Sinkovits-Vitay András |
| Február        | N/A                                       | Kéry Gyula             |
| December       | N/A                                       | Bálint György          |
| Szólóének      | N/A                                       | Hűvösvölgyi Ildikó     |